# Anna Nikandrowa
Anna Aleksiejewna Nikandrowa (ros. Анна Алексеевна Никандрова, ur. 13 października 1921 we wsi Baraszkino w obwodzie pskowskim, zm. 23 czerwca 1944 k. wsi Kirajewo w rejonie dubrowieńskim w obwodzie witebskim) – radziecka oficer, starszy porucznik, Bohater Związku Radzieckiego (1944).

## Życiorys
Skończyła 8 klas i kursy biblioteczne, pracowała w bibliotece, później w rejonowym komitecie Komsomołu, od września 1941 uczestniczyła w wojnie z Niemcami, ukończyła kursy młodszych poruczników. Była komsorgiem (organizatorem komsomolskim) 426 pułku strzeleckiego 88 Dywizji Piechoty 31 Armii 3 Frontu Białoruskiego, 23 czerwca 1944 zginęła w walce. 
Była odznaczona Orderem Wojny Ojczyźnianej II klasy oraz pośmiertnie (24 marca 1945) Złotą Gwiazdą Bohatera Związku Radzieckiego i Orderem Lenina. Jej imieniem nazwano ulicę w Dubrownie.